# Лиланд (Мисисипи)
Лиланд (енгл. Leland) град је у америчкој савезној држави Мисисипи.

## Демографија
По попису из 2010. године број становника је 4.481, што је 1.021 (-18,6%) становника мање него 2000. године.
| Група             | 2000.         | 2010.         |
| Белци             | 1.743 (31,7%) | 1.212 (27,0%) |
| Афроамериканци    | 3.687 (67,0%) | 3.187 (71,1%) |
| Азијати           | 7 (0,1%)      | 20 (0,4%)     |
| Хиспаноамериканци | 41 (0,7%)     | 35 (0,8%)     |
| Укупно            | 5.502         | 4.481         |